# دينير (باد كاليه)
دينير، باد كاليه (بالفرنسية: Denier, Pas-de-Calais)‏ هي بلدية تقع في إقليم باد كاليه من منطقة نور با دو كاليه في شمال فرنسا. تبلغ مساحة هذه المدينة 3.1 (كم²)، وترتفع عن سطح البحر 126 م، يبلغ عدد سكانها 58 نسمة حسب إحصاء المعهد الوطني للإحصاء والدراسات الاقتصادية سنة 2009 م. وترأس Jean Bridel البلدية خلال فترة (2008-2014).